# Resonance (Anathema)
Resonance è la prima raccolta del gruppo musicale britannico Anathema, pubblicata nel settembre 2001 dalla Peaceville Records.
L'anno seguente è stata seguita da Resonance 2.

## Tracce
1. Scars of the Old Stream – 1:10
2. Everwake – 2:39
3. J'ai fait une promesse – 2:39
4. Alone – 4:29
5. Far Away (Acoustic) – 5:22
6. Eternity (Part 2) – 3:11
7. Eternity (Part 3) (Acoustic) – 5:08
8. Better Off Dead – 4:22
9. One of the Few – 1:50
10. Inner Silence – 3:09
11. Goodbye Cruel World – 1:41
12. Destiny – 2:14
13. The Silent Enigma (Orchestral) – 4:14
14. Angelica (Live Budapest 1997) – 6:58
15. Horses – 1:13

## Formazione
- Vincent Cavanagh – voce, chitarra
- Daniel Cavanagh – chitarra, tastiera
- Jamie Cavanagh – basso
- Les Smith – tastiera
- John Douglas – batteria